# باميلا سبينس
باميلا سبينس (بالألمانية: Pamela Spence )‏ (و. 1973  م) هي مغنية، وممثلة ألمانية، ولدت في هايدلبرغ.

## التعليم
تعلمت في معهد جامعة حجة تبه أنقرة الحكومي.

## وصلات خارجية
- باميلا سبينس على موقع IMDb (الإنجليزية)
- باميلا سبينس على موقع ميوزك برينز (الإنجليزية)
- باميلا سبينس على موقع ديسكوغز (الإنجليزية)
- باميلا سبينس على موقع قاعدة بيانات الفيلم (الإنجليزية)

- باميلا سبينس في قاعدة بيانات الأفلام على الإنترنت